# 1813년 제임스 매디슨 대통령 취임식
제임스 매디슨의 두 번째 미국 대통령 취임식은 1813년 3월 4일 목요일 워싱턴 D.C.의 미국 국회의사당에서 열렸다. 이 취임식은 제임스 매디슨의 두 번째 4년 임기 대통령직과 엘브리지 게리의 유일한 부통령 임기의 시작을 알렸다. 대통령 취임 선서는 연방 대법원장 존 마셜에 의해 집행되었다. 게리는 이 임기 중 1년 264일 사망했으며, 그 이후 부통령직은 잔여 임기 동안 공석으로 남아 있었다. (1967년 수정 헌법 제25조의 비준 전에는 부통령직의 임기 중 공석을 채울 헌법 조항이 없었다.)

## 배경
미영 전쟁 중 현직이었던 매디슨은 1812년 미국 대통령 선거에서 매디슨과 전쟁에 반대하는 연방주의자와 공화당원 모두의 지지를 받은 드윗 클린턴의 도전을 물리쳤다.
1813년 3월 4일, 매디슨은 해병대와 기병대 호위를 받으며 국회의사당에 도착했다. 매디슨의 오랜 적이었던 연방 대법원장 마셜은 취임 선서를 할 때 혐오감을 드러냈다고 한다. 취임 연설에서 매디슨은 영국에 대한 미국의 불만을 요약하고 전쟁 노력에 국가를 결집시키려 노력했다. 취임식 후 매디슨과 영부인 돌리 매디슨은 취임 기념 무도회를 주최했다.

## 같이 보기
- 제임스 매디슨 행정부
- 1809년 제임스 매디슨 대통령 취임식
- 1812년 미국 대통령 선거